# Asociación de antiguos alumnos de la Escuela diplomática
La Asociación de Antiguos Alumnos del Máster Interuniversitario en Diplomacia y Relaciones Internacionales es una institución privada que colabora permanentemente con la Escuela Diplomática que, a su vez, es dependiente del Ministerio de Asuntos Exteriores y de Cooperación de España. Se halla sita en el paseo de Juan XXIII, 5 (C.P. 28040), en el barrio de Ciudad Universitaria de la ciudad de Madrid. 

## Fundación y Actividades
Fue creada el 25 de mayo de 2012 a iniciativa de los alumnos y personalidades de la Escuela Diplomática que asistieron a la primera Asamblea General Ordinaria, en este caso, Asamblea Constituyente. El principal cometido es la promoción del máster así como el desarrollo personal y profesional tanto de los alumnos del mencionado máster como de sus egresados. Asimismo, esta Asociación organiza una importante oferta de actividades formativa, culturales, deportivas y sociales. 

## Máster
La Escuela organiza anualmente, desde hace más de treinta años, un máster en relaciones internacionales en colaboración con las principales universidades españolas, entre ellas la Universidad Complutense de Madrid. Anteriormente el máster se titulaba Curso de Estudios Internacionales.

## Cursos
La Escuela Diplomática organiza, aparte del Curso selectivo para funcionarios en prácticas de la carrera diplomática, entre otros, los siguientes cursos: 
- Curso sobre la Unión Europea (Diploma en Comunidades Europeas).
- Curso de Protocolo en colaboración con la Universidad de Oviedo y la Escuela de Administración pública de la Generalidad de Cataluña, dirigido por Felio A. Vilarrubias.
- Curso Islam.
- Curso Derechos Humanos.

Entre los alumni de la Escuela Diplomática cabe destacar a las siguientes personalidades: Miguel Ángel Moratinos, ministro de Asuntos Exteriores y Cooperación (2004-2010); Carlos Westendorp, ministro de Asuntos Exteriores (1995-1996); Fernando Morán, ministro de Asuntos Exteriores (1982-1985); Gustavo de Arístegui, diputado del Partido Popular; Jorge Moragas, diputado del Partido Popular; Santiago de Mora-Figueroa y Williams, Marqués de Tamarón, escritor y exdirector del Instituto Cervantes; Fernando Schwartz, novelista; José María Ridao, escritor y periodista; padre Apeles, abogado y periodista; Isabel Sartorius, aristócrata.

## Presidente
Su actual Presidente es Gustavo Fernández Mazarambroz de Arespacochaga (2012-2014)

## Otras Asociaciones
Además de la Asociación de antiguos alumnos de la Escuela diplomática, en las instalaciones de la Escuela Diplomática tienen su sede la Asociación Española de Profesores de Derecho Internacional y Relaciones Internacionales (AEPDIRI) y la Comisión Española de Cooperación con la Unesco. 